# Безпольотова Валентина Володимирівна
Валентина Володимирівна Безпольотова (справжнє прізвище — Безпольотова-Корнезо; 20 жовтня 1920, Миколаїв — 14 жовтня 1973, Чернівці) — українська актриса, заслужена артистка УРСР.

## Життєпис
Народилася 20 жовтня 1920 року в м. Миколаїв. У 1938—1941 рр. навчалася в Одеському університеті. Працювала в Миколаївському українському театрі драми і комедії (1941—1944), Миколаївській філармонії (1945—1947), Миколаївському ТЮГу (1947—1952) та Чернівецькому укрмуздрамтеатрі ім. Ольги Кобилянської (1952—1973). Створила низку різнопланових образів жінок у виставах різних жанрів, зокрема ліричних героїнь.

## Творчість
Зіграла основні ролі у виставах: «Марія Тюдор» В. Гюго, «Уріель Акоста» К. Гуцкова, «Титарівна» Т. Шевченка, «Життєйське море» І. Карпенка-Карого, «Дума про любов» М. Стельмаха, «Платон Кречет» О. Корнійчука, «Анджело — тиран падуанський» В. Гюго, «Повія» П. Мирного, «Трибунал» А. Макайонка, «Доки сонце зійде, роса очі виїсть» М. Кропивницького «Цирк засвічує вогні» Ю. Мілютіна, «Свої люди — оквитаємось» О. Островського.
У творчому доробку актриси були цікаві образи у виставах сценічного літопису Буковини: Рахіра («Земля» О. Кобилянської), Анниця («Лук'ян Кобилиця» Л. Балковенка і Г. Мізюна), Килина («Леся» М. Андрієвич), Катерина («Червоні маки» за В. Бабляком).
Валентина Безпольотова багато років керувала дитячим театром Чернівецького міського Палацу піонерів та народного театру «Юна творчість» Будинку культури залізничників, на сцені якого здійснила понад 50 постановок різних жарнів.